# Tribune Publishing
Tribune Publishing (TPCO), dříve nazývané Tronc, Inc., je americké novinové a online vydavatelství založené 10. června 1847 jako Chicago Daily Tribune a od 4. srpna 2014 jako Tribune Publishing Company. Vydavatelství sídlí v Chicagu, Illinois. Mezi hlavní noviny z portfolia patří Chicago Tribune, New York Daily News, The Baltimore Sun, Sun-Sentinel či Hatford Courant. Celkové příjmy vydavatelství za rok 2017 dosáhly 1,5 miliardy amerických dolarů; od roku 2014 pravidelně klesají.